# Rim Chang-woo
Đây là một tên người Triều Tiên, họ là Rim.
Rim Chang-woo (tiếng Hàn: 임창우; phát âm tiếng Hàn Quốc: [im.tɕʰaŋ.u]; sinh ngày 13 tháng 2 năm 1992) là một cầu thủ bóng đá người Hàn Quốc thi đấu ở vị trí hậu vệ cho Al Wahda ở Arabian Gulf League.

## Sự nghiệp
Anh được lựa chọn bởi Ulsan Hyundai ở đợt tuyển quân [[K-League 2010 Draft. He made his K-League debut match trước Jeonbuk Hyundai ngày 17 tháng 10 năm 2012. Vào tháng 1 năm 2016 anh gia nhập đội bóng UAE Al-Wahda.

## Sự nghiệp quốc tế
Năm 2014, anh đại diện Hàn Quốc tham dự Đại hội Thể thao châu Á và ghi bàn thắng quyết định trước CHDCND Triều Tiên trong hiệp phụ ở chung kết.
Rim ra mắt trước Tung Quốc tại Cúp bóng đá Đông Á 2015.